# Vitgrund, Gävle kommun
Vitgrund är en ö i havsbandet utanför Utvalnäs, Gästrikland, med rikt fågelliv och klassad som naturvårdsområde. Därför råder tillträdesförbud på öns östra del mellan den 1 april och 31 juli.
På ön fanns ett fiskeläge som nyttjades av Gävlefiskarna. Under 1800-talet var det vissa somrar fler än 20 fiskare som höll till här. Deras många getter betade nästan rent på ön.
Lövgrunds kapell, uppfört 1831, var gemensamt för fiskarna på Lövgrund och Vitgrund.
Fiskeläget ändrade karaktär när fiskarna senare flyttade till Bönan och Utvalnäs. När den siste fiskaren lämnade ön i början av 1900-talet flyttades hans boställe till Furuviksparken.~
På ön återfinns del av Vitgrund-Norrskär naturreservat